# 1984 في جنوب إفريقيا
فيما يلي قوائم الأحداث التي وقعت خلال عام 1984 في جنوب أفريقيا.

## سياسة

### انتهاء فترة المنصب
- 4 سبتمبر – ماريه فيلجون رئيس الدولة في جنوب أفريقيا.

## مواليد

### يناير
- 26 يناير – إيزاك فان دير ميرفي لاعب كرة مضرب جنوب أفريقي.

### فبراير
- 2 فبراير – ثيمبنكوسي فانتيني لاعب كرة قدم جنوب أفريقي.
- 20 فبراير – تريفور نواه ممثل جنوب أفريقي.

### مارس
- 13 مارس – شانل سكيبرز لاعبة كرة مضرب جنوب أفريقية.

### أبريل
- 6 أبريل – سيبونيسو غاكسا لاعب كرة قدم جنوب أفريقي.

### يوليو
- 10 يوليو – مارك غونزاليس لاعب كرة قدم تشيلي.

### سبتمبر
- 25 سبتمبر – سيفيوي تشابالالا لاعب كرة قدم جنوب أفريقي.

### نوفمبر
- 24 نوفمبر – كاغيسو ديكغاكوا لاعب كرة قدم جنوب أفريقي.
- 29 نوفمبر – كاتليغو مفيلا لاعب كرة قدم جنوب أفريقي.

### ديسمبر
- 6 ديسمبر – داريل إيمبي درّاج طريق جنوب أفريقي.

## وفيات

### يونيو
- 28 يونيو – كلود شيفالي (مواليد 1909) رياضياتي فرنسي.